# 大落新妇
大落新妇（学名：Astilbe grandis）为虎耳草科落新妇属下的一个种。